# Rafael Picavea
Rafael Picavea y Leguía (Oyarzun, 2 de diciembre de 1867-París, 5 de julio de 1946) fue un político, periodista y empresario español.

## Biografía
Nació el 2 de diciembre de 1867 en Oyarzun, Guipúzcoa.
En 1901 fue uno de los impulsores de la empresa Papelera Española, junto a Nicolás María de Urgoiti.
Elegido diputado a Cortes por el distrito de San Sebastián en las elecciones de 1901 y 1903 de la Restauración; también sería senador por la provincia de Guipúzcoa entre 1907 y 1911 y vitalicio en 1923.
Fue propietario-director del diario El Pueblo Vasco editado en San Sebastián, que fundó en 1903. 

### Contribución al arraigo del nacionalismo vasco
A pesar de ser partidario de la monarquía alfonsina, en su diario, El Pueblo Vasco, contribuirían personas críticas con el régimen, tanto periodistas de izquierdas como Azorín, Maeztu, Baroja y Grandmontagne, como nacionalistas vascos. Uno de estos últimos, Engracio de Arantzadi «Kizkitza», llegaría a reconocer en sus memorias que tras la muerte de Sabino Arana en 1903, cuando creían que el nacionalismo vasco estaba condenado a desaparecer por carecer de medios suficientes y porque era odiado por buena parte de la sociedad, el hecho de que Picavea les ofreciera la tribuna de su periódico —además de una cuantiosa ayuda económica—, supuso la salvación del Partido Nacionalista Vasco, pues necesitaban «del aire de la prensa diaria para vivir». Según «Kizkitza», el propio Picavea le reconocería en una ocasión «Si me arañaran, se vería que soy nacionalista por dentro, pero no me conviene declararlo». Arantzadi agradecería su ayuda al nacionalismo en estos términos:

Reconocer el desinterés y valentía con que el Sr. Pikabea nos ayudó, desde sus tiendas, en aquellos tiempos durísimos, es un deber de justicia y un deber también de gratitud.

En tiempos recientes, Iñaki Anasagasti ha reconocido asimismo la contribución esencial del liberal Rafael Picavea para el arraigo del nacionalismo vasco en una sociedad en un principio reacia a esta ideología:

Don Rafael Pikabea era un hombre fundamentalmente liberal. Ese calificativo fue el signo de su vida política. (...) donde Pikabea rindió eminentes servicios a la causa de la libertad de su pueblo fue en su periódico, en "El Pueblo Vasco", cuando tomaba la pluma del popularísimo "Alcibar" y, con una gracia inimitable, atraía a las filas del vasquismo a una masa muy considerable, demasiado asustadiza, demasiado recelosa para incorporarse de lleno al nacionalismo vasco. Los patriotas gipuzkoanos, los vascos en general, debemos mucho a Pikabea.

### Dictadura de Primo de Rivera
Durante la dictadura de Primo de Rivera fue miembro de la Asamblea Nacional Consultiva, así como del partido Unión Patriótica.

### Segunda República
Con el advenimiento de la Segunda República en abril de 1931 tras el exilio del rey Alfonso XIII; en el País Vasco y Navarra se organizó una coalición católico-fuerista para presentar candidaturas conjuntas a las Elecciones generales de España de 1931. Esa coalición agrupaba a las dos ramas entonces existentes del carlismo, monárquicos alfonsinos como el propio Picavea, el PNV (nacionalistas vascos) y otros grupos católicos afines. Los ejes de dicha candidatura eran por un lado la defensa de los derechos de la Iglesia católica, atacando fuertemente las disposiciones adoptadas por el gobierno provisional republicano sobre la libertad de cultos y la exclusión de la enseñanza religiosa católica del plan de estudios; y por otro lado la reintegración de los Fueros vasco-navarros abolidos en 1839 mediante un estatuto de autonomía vasco (Estatuto de Estella).
Rafael Picavea se presentó por Guipúzcoa como independiente católico-fuerista dentro de dicha coalición, que en este territorio se llamó Candidatura Pro-Estatuto Vasco. Compartían su candidatura Antonio Pildain, un sacerdote que se presentaba también como independiente; el nacionalista Jesús María de Leizaola del PNV y el carlista Julio de Urquijo de la Comunión Tradicionalista. Picavea salió elegido diputado. Tanto Picavea como sus compañeros de las coaliciones católico-fueristas formaron en las Cortes la denominada Minoría Vasco-Navarra, formada por un total de 15 diputados. 

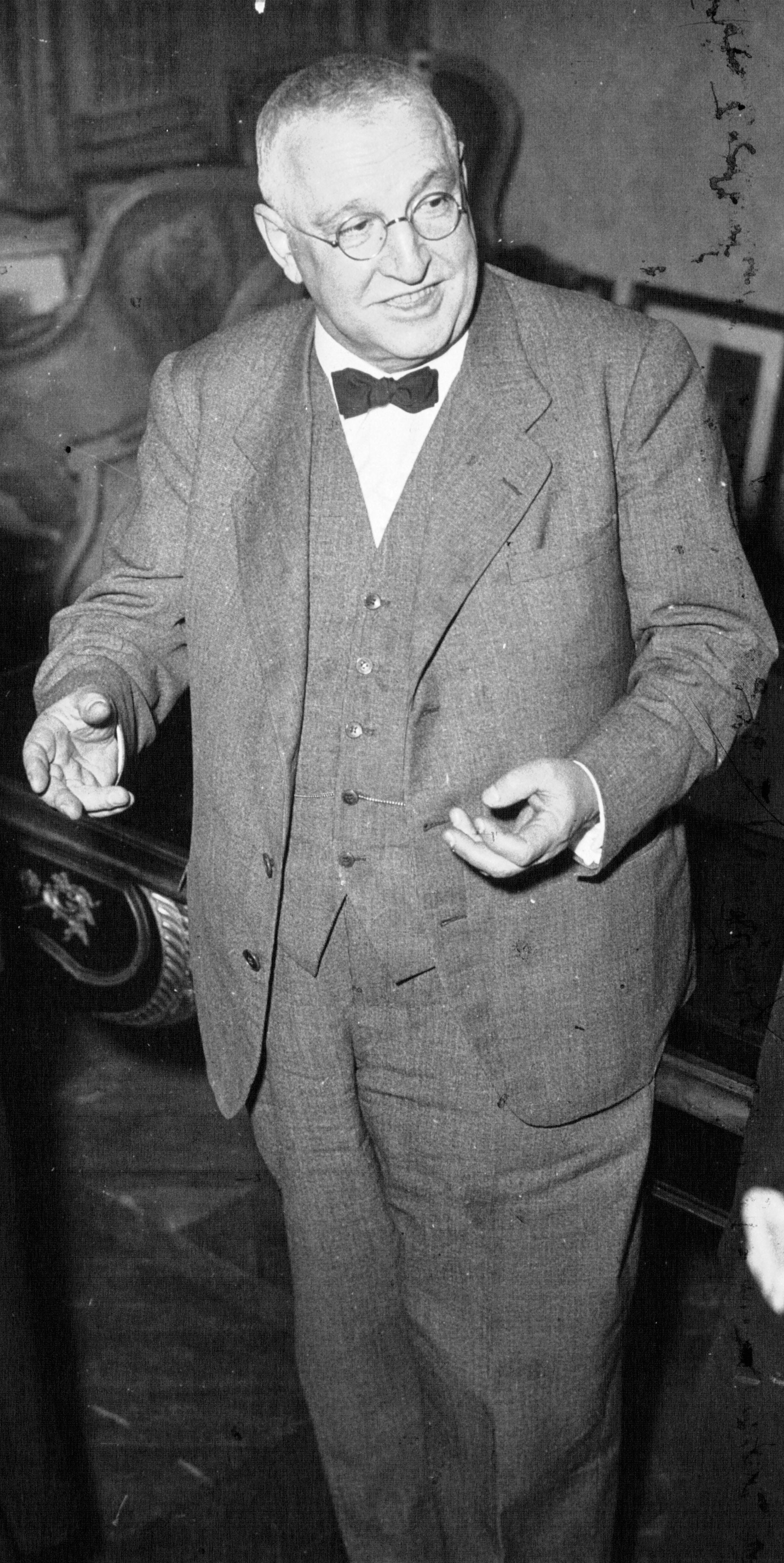
Picavea en París en 1937.

Picavea volvió a salir reelegido en las siguientes dos elecciones generales, en las 1933 como derechista independiente y diputado de la minoría y en las 1936 como católico independiente dentro de la candidatura del Partido Nacionalista Vasco vencedora en la segunda vuelta tras la retirada de las derechas. A pesar de ir en las listas del PNV en las elecciones de 1936 nunca llegó a hacerse miembro del partido.

### Guerra Civil y exilio
En 1936, una vez comenzada la Guerra Civil se exilió en Francia.  Estando allí marchó a París donde fue nombrado delegado del Gobierno de Euzkadi, puesto en el que permaneció durante toda la guerra. Con la invasión de Francia por parte de los nazis en 1940 escapó a la Francia de Vichy y vivió en Marsella, donde estuvo detenido por la policía francesa. Tras la liberación de Francia, se estableció en el País Vasco Francés, primero en Tardets y luego en San Juan de Luz. Ahí fundó en 1943 el Instituto Humanista Gernika y la revista Gernika. Falleció el 5 de julio de 1946 durante un viaje a París.